# Harzburg-front

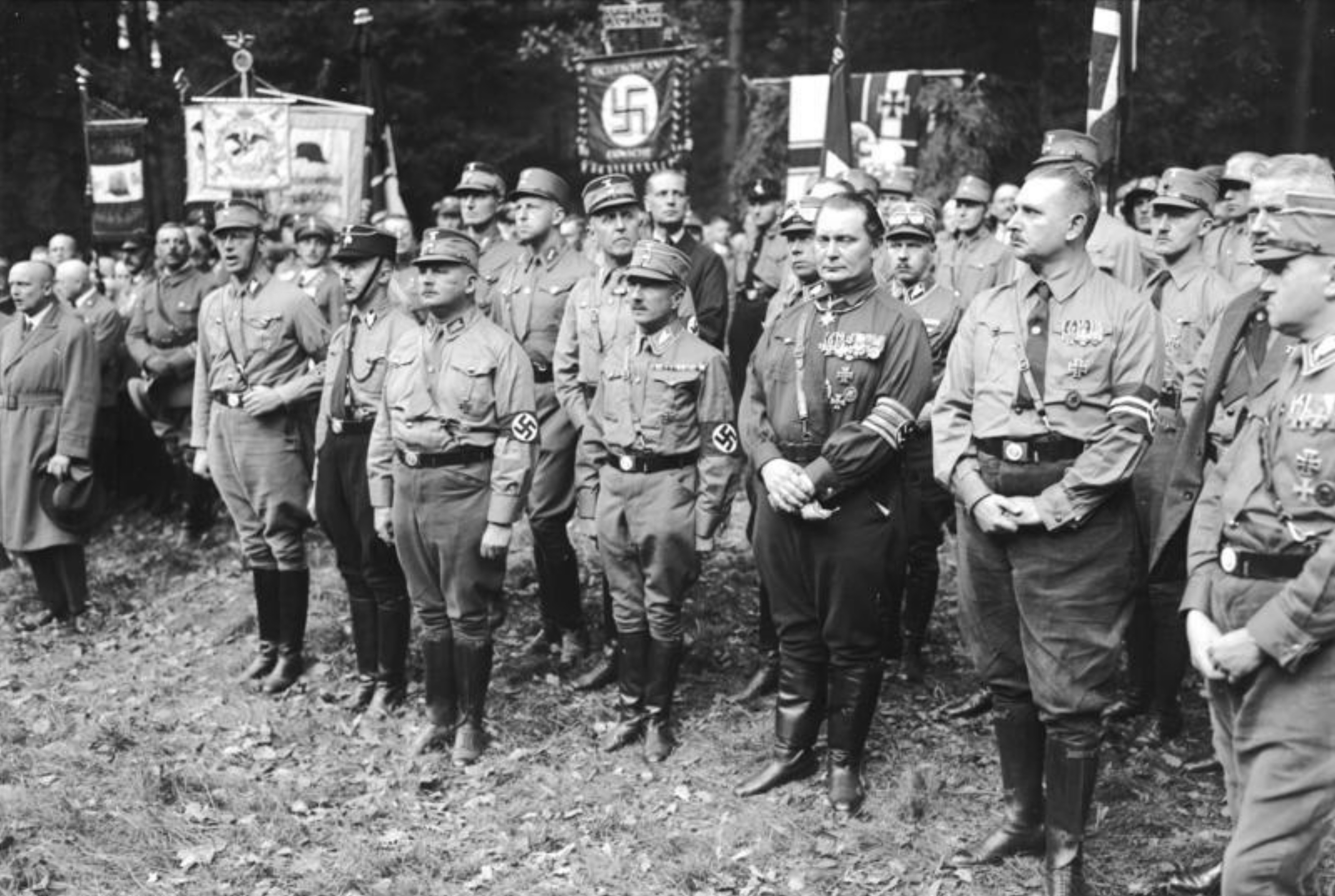
NSDAP-delegatie bij de oprichting, waaronder Heinrich Himmler, Ernst Röhm en Hermann Göring.

Het Harzburg-front (Harzburger Front) was een samenwerkingsverband tussen de conservatieven, nationaalsocialisten en andere nationalisten van oktober 1931 tot en met begin 1933. De samenwerking was oorspronkelijk gericht tegen de regering van kanselier Heinrich Brüning tijdens de Weimarrepubliek. De coalitie bestond uit de conservatieve DNVP, de fascistische NSDAP, de paramilitaire veteranenorganisatie Stahlhelm, de Landbond en de Pangermaanse Bond. De coalitie werd opgericht op 11 oktober 1931 in de plaats Bad Harzburg.

## Geschiedenis

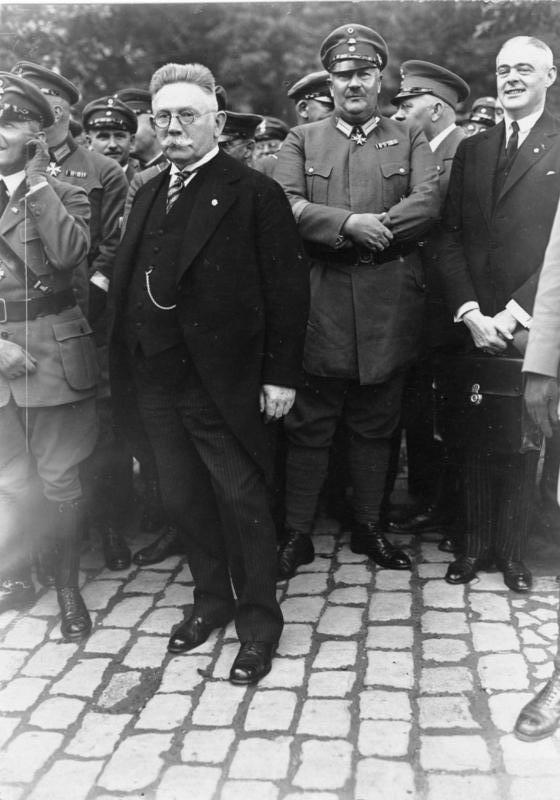
Foto van Bad Harzburg met vooraan in het midden Hugenberg (links) en Prins Eitel Friedrich (rechts).

Het front werd opgericht op zondag 11 oktober 1931 tijdens een conventie van verschillende politieke groeperingen in kuuroord-stad Bad Harzburg. De meeste deelnemende organisaties hadden gezamenlijk campagne gevoerd in 1929 tegen het Young-plan, dat was een plan over de herstelbetalingen die Duitsland moest betalen aan andere landen voor de schade van de Eerste Wereldoorlog. Door deze gezamenlijke campagne werd Hitler gezien als een bondgenoot in conservatieve cirkels.
Sinds maart 1930 werd Duitsland geregeerd door een kabinet onder leiding van Heinrich Brüning van de Centrumpartij. Brüning maakte veelvuldig gebruik van artikel 48 van de grondwet van de Weimarrepubliek, waarmee de kanselier besluiten en wetten maakte via nooddecreten zonder instemming van het parlement. De regering was zeer onpopulair, omdat ze niet de gevolgen van de Grote Depressie kon verzachten. Tijdens de verkiezingen van september 1930 wist de NSDAP van Adolf Hitler een grote overwinning te behalen. Het stempercentage van de NSDAP groeide van circa 2,5% uit tot 18,2%. Bij dezelfde verkiezingen ging de conservatieve monarchistische DNVP van 14,3% naar 7,0% qua stempercentage.
Het initiatief voor het Harzburg-front werd voornamelijk genomen door DNVP-leider Alfred Hugenberg en in mindere mate door het leiderschap van de Stahlhelm. De organisatie Stahlhelm was een veteranenorganisatie met een geschatte 300.000 leden. De Stahlhelm had al eerder geprobeerd om samenwerking tussen de verschillende partijen te organiseren. De bijeenkomst werd gehouden in Bad Harzburg. Het stadje lag in de Vrijstaat Brunswijk, waar NSDAP-lid Dietrich Klagges benoemd was als de minister van Binnenlandse Zaken voor de deelstaat. Onderdeel van de bijeenkomsten was een militair-getinte inspectie van de knokploeg SA van de NSDAP en de knokploeg van de Stahlhelm.
Naast de leiders van de deelnemende organisaties waren er ook andere belangrijke personen aanwezig in Bad Harzburg. De zonen van de verbannen keizer Wilhelm II waren aanwezig, namelijk prins Eitel Frederik van Pruisen en prins August Wilhelm van Pruisen. Ook was voormalig generaal Walther von Luttwitz aanwezig, die achter de mislukte Kapp-putsch zat. Generaal Rüdiger von der Goltz was aanwezig als leider van de Vereinigten vaterländischen Verbände Deutschlands (Verenigde Patriottische Verbond Duitsland). Ook staalmagnaat Fritz Thyssen en voormalig Rijksbank-president Hjalmar Schacht waren aanwezig. Veel leiders van grote bedrijven waren uitgenodigd, maar kwamen niet met uitzondering van Ernst Brandi, die werkte bij Vereinigte Stahlwerke.

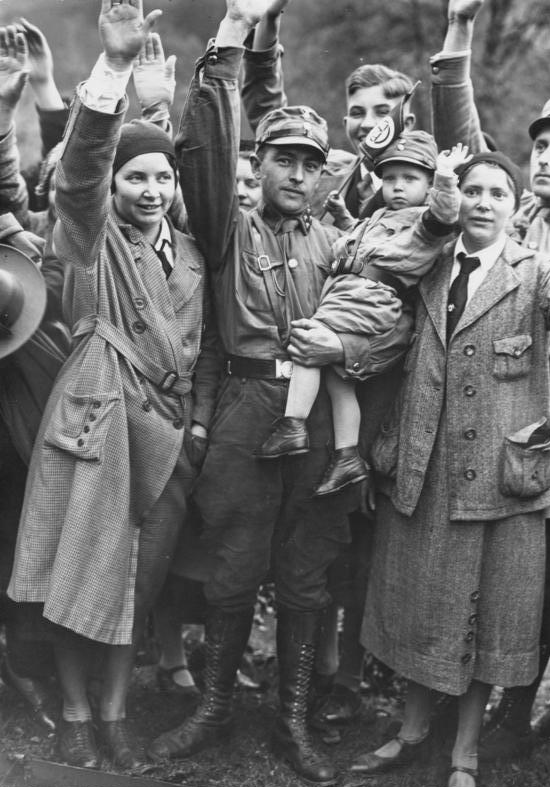
Aanhangers van de NSDAP op de conferentie.

Hugenberg wilde een hechte “nationale oppositie” van rechtse partijen vormen tegen het kabinet. Ook wilde hij gezamenlijk een presidentskandidaat voor de presidentsverkiezingen van 1932 voordragen. Leden van de regering wilde het front te voorkomen. Kurt von Schleicher organiseerde een gesprek tussen Hitler en Rijkspresident Paul von Hindenburg op 10 oktober. Dit gesprek was een paar uur voor de eerste bijeenkomst in Harzburg. Dit was de eerste keer dat Hitler en Hindenburg met elkaar spraken. Dit versterkte het geloof bij Hitler dat hij zich niet te veel moest vastleggen aan het front.
Hoewel de NSDAP deelnam aan het Harzburg-front waren de nationaalsocialisten zeer gebrand om een onafhankelijke positie in te nemen. Wel nam de NSDAP deel aan verschillende coalitiebesturen met de DNVP in verschillende deelstaten. Het werd niet een hechte samenwerking. De verschillende organisaties van de Harzburg-front vonden elkaar bijna alleen in hun verzet tegen het tweede kabinet van Brüning en de Pruisische regering onder de sociaaldemocraat Otto Braun.

## Na de oprichtingsbijeenkomst
Het Harzburg-front wenste de val van de regering met de hoop dat zij zouden worden gevraagd om een kabinet samen te stellen. Het nieuwe kabinet van Brüning werd gepresenteerd op 13 oktober in het parlement. De partijen van het Harzburg-front dienden een motie van wantrouwen in op 16 oktober, maar de motie kreeg geen meerderheid.
Naar aanleiding van het Harzburg-front werd op 16 december 1932 een linkse samenwerking gevormd, genaamd het IJzeren Front. Dit bestond uit de Reichsbanner Schwarz-Rot-Gold, de Sociaaldemocratische Partij van Duitsland en de Algemene Duitse Vakbondsverbond. Het IJzeren Front was gericht tegen de monarchisten, nationaalsocialisten en de communisten.
Het lukte de partijen van het Harzburg-front niet om een gezamenlijke presidentskandidaat voor te dragen bij de verkiezingen van 1932. In eerste instantie kon Hitler niet zelf meedoen met de presidentsverkiezingen, omdat hij geen Duitse staatsburger was. Dankzij de positie van de NSDAP in de Vrijstaat Brunswijk wist Hitler een staatsburger te worden van deze deelstaat en ontving daarmee automatisch ook een Duitse nationaliteit. Tijdens de verkiezingen deden zowel Adolf Hitler voor de NSDAP en Theodor Duesterberg voor de combinatie DNVP en Stahlhelm mee. Geen enkele kandidaat won een meerderheid in de eerste ronde, waardoor een tweede ronde noodzakelijk was. Hindenburg en Hitler streden tegen elkaar in de tweede ronde. De DNVP steunde Hindenburg in de tweede ronde. Hindenburg won de verkiezingen. Het kabinet onder kanselier Brüning viel in mei 1932, waarna president Hindenburg een kabinet liet opstellen door de Centrum-politicus Franz von Papen. In die periode gingen de partijen van de Harzburg weer meer samenwerken. In die maanden daarna waren er tweemaal verkiezingen voor de Rijksdag, namelijk in juli en november. Uit beide verkiezingen kwamen geen meerderheidsregeringen voort. President Hindenburg gaf daarna de opdracht om een coalitieregering te vormen, bestaande uit de NSDAP en de DNVP. Hierbij had de NSDAP circa 34% van de zetels in het parlement en de DNVP had ongeveer 9% van de zetels. Het kabinet van de conservatieven en nationaalsocialisten werd beëdigd op 30 januari 1933.

## Einde van de samenwerking
In maart 1933 werden parlementsverkiezingen georganiseerd. De DNVP nam samen met de Stahlhelm en de Landbond deel als het verenigde Kampffront Schwarz-Weiss-Rot. Deze naam verwees naar de vlagkleuren van de voormalige Duitse Keizerrijk. Tot aan eind juni 1933 was het Kabinet-Hitler een coalitieregering bestaande uit NSDAP en DNVP aangevuld met enkele partijloze ministers.
De DNVP en de andere partijen in het Kampffront Schwarz-Weiss-Rot stemden voor de Machtigingswet. Hiermee kreeg Hitler de volmacht om zonder inspraak van het parlement te regeren. Dit gaf Hitler de mogelijkheid om zowel via wetten als via geweld te zorgen dat de andere partijen werden verzwakt. De DNVP werd gedwongen om zichzelf op te heffen op 27 juni 1933. Duitsland werd officieel een eenpartijstaat door de invoering van de Wet tegen de formatie van partijen op 14 juli 1933.